# Dizzy, Miss Lizzy
Dizzy, Miss Lizzy, nota anche come Dizzy Miss Lizzy o come Dizzy Miss Lizzie è una canzone di Larry Williams pubblicata come singolo nel 1958; il singolo aveva al lato B Slow Down. La canzone ha avuto varie covers, fra cui una dei Beatles.

## Le varie versioni

### The Beatles
I Beatles registrarono due brani solamente per il mercato statunitense: Bad Boy e Dizzy Miss Lizzy; in America apparvero sull'album Beatles VI, mentre in Europa Dizzy Miss Lizzy venne usata come brano conclusivo dell'album Help!. Molti credevano che l'album si dovesse chiudere con Yesterday, ma si preferì il brano per evitare un brano di chiusura nel quale suona solo Paul McCartney.
Ambedue le canzoni erano di Larry Williams e vennero registrate e mixate il 10 maggio 1965. Per Dizzy Miss Lizzy servirono sette nastri, dei quali l'ultimo era il migliore e venne scelto per la pubblicazione. Prima venne incisa la base ritmica e poi la voce di Lennon. McCartney ha riportato un aneddoto sull'incisione: il produttore, George Martin, disse a Lennon che l'interpretazione non era abbastanza eccitante, e John lo invitò a cantare. Il critico musicale Ian MacDonald l'ha considerata "leggermente migliore" della versione originale di Williams.

#### Formazione
- John Lennon: voce raddoppiata, chitarra ritmica
- Paul McCartney: basso elettrico, piano elettrico
- George Harrison: chitarra solista raddoppiata
- Ringo Starr: batteria, campanaccio[4]

### John Lennon
Nel festival rock'n'roll di Toronto John Lennon, con la Plastic Ono Band,  eseguì una cover della canzone, assieme ad altri due classici rock, Blue Suede Shoes e Money (That's What I Want).  La canzone quindi è apparsa nell'album Live Peace in Toronto 1969.

#### Formazione
- John Lennon: voce, chitarra ritmica
- Eric Clapton: chitarra solista
- Klaus Voormann: basso elettrico
- Alan White: batteria

### Altre versioni
Nel 1965 è stata pubblicata dai Fabulous Echoes, sull'album Lovin' Feeling.